# Theta Piscium
Theta Piscium (10 Piscium) é uma estrela na direção da constelação de Pisces. Possui uma ascensão reta de 23h 27m 58.17s e uma declinação de +06° 22′ 44.8″. Sua magnitude aparente é igual a 4.27. Considerando sua distância de 159 anos-luz em relação à Terra, sua magnitude absoluta é igual a 0.83. Pertence à classe espectral K1III.